# Етуотър (град, Калифорния)
Етуотър (на английски: Atwater) е град в окръг Мърсед, щата Калифорния, САЩ. Етуотър е с население от 29 397 жители (по приблизителна оценка от 2017 г.) и обща площ от 14 km². Намира се на 46 m надморска височина. ЗИП кодовете му са 95301, 95342, а телефонният му код е 209.